# U-432
| U-432 | U-432 | U-432 |
| --- | --- | --- |
| U 432 | | |
| | | |
| Зображення підводного човна підтипу VIIC                                                                     | | |
| Верф | F Schichau, Данциг | F Schichau, Данциг |
| Під прапором                                                                                                 | Третій Рейх | Третій Рейх |
| Належність                                                                                                   | Крігсмаріне | Крігсмаріне |
| Порт приписки                                                                                                | Кіль, Сен-Назер, Ла-Паліс (Ла-Рошель)                                                                                   | Кіль, Сен-Назер, Ла-Паліс (Ла-Рошель)                                                                                   |
| Замовлення                                                                                                   | 23 вересня 1939 | 23 вересня 1939 |
| Закладений                                                                                                   | 14 січня 1940 | 14 січня 1940 |
| Спуск на воду                                                                                                | 3 лютого 1941 | 3 лютого 1941 |
| Введений до складу флоту                                                                                     | 26 квітня 1941 | 26 квітня 1941 |
| На службі | 1941—1943 | 1941—1943 |
| Загибель | 11 березня 1943 року затоплений західніше Ірландії глибинними бомбами та вогнем артилерії французького корвета «Аконіт» | 11 березня 1943 року затоплений західніше Ірландії глибинними бомбами та вогнем артилерії французького корвета «Аконіт» |
| Сучасний статус                                                                                              | затоплений | затоплений |
| Бойовий досвід                                                                                               | Друга світова війна Битва за Атлантику * Конвой SC 42 * Конвой SC 48 * Конвой HG 75                                     | Друга світова війна Битва за Атлантику * Конвой SC 42 * Конвой SC 48 * Конвой HG 75                                     |
| Проєкт | | |
| Тип ПЧ | середній торпедний ДПЧ                                                                                                  | середній торпедний ДПЧ                                                                                                  |
| Вартість | 4 714 000 ℛℳ | 4 714 000 ℛℳ |
| Основні характеристики                                                                                       | | |
| Швидкість (надводна)                                                                                         | 17,9 вузла | 17,9 вузла |
| Швидкість (підводна)                                                                                         | 8 вузлів | 8 вузлів |
| Робоча глибина занурення                                                                                     | 100 м | 100 м |
| Гранична глибина занурення                                                                                   | 220 м | 220 м |
| Автономність плавання                                                                                        | 135—174 км на швидкості 4 вузли (в підводному положенні) 11 470 км на швидкості 10 вузлів (у надводному положенні)      | 135—174 км на швидкості 4 вузли (в підводному положенні) 11 470 км на швидкості 10 вузлів (у надводному положенні)      |
| Екіпаж | 44—60 осіб | 44—60 осіб |
| Розміри | | |
| Довжина найбільша (по КВЛ)                                                                                   | 67,1 м | 67,1 м |
| Ширина корпусу найб.                                                                                         | 6,2 м | 6,2 м |
| Висота | 9,6 м | 9,6 м |
| Середня осадка (по КВЛ)                                                                                      | 4,74 м | 4,74 м |
| Водотоннажність надводна                                                                                     | 769 т | 769 т |
| Силова установка                                                                                             | | |
| дизель-електрична; 2 дизельних двигуни MAN M 6 V 40/46, 2 електродвигуни Siemens-Schuckert-Werke GU 343/38-8 | | |
| Гвинти | 2 | 2 |
| Потужність                                                                                                   | 2800—3200 к.с. (дизелі) 750 к.с. (електродвигуни)                                                                       | 2800—3200 к.с. (дизелі) 750 к.с. (електродвигуни)                                                                       |
| Озброєння | | |
| Артилерія | 1 × 88-мм палубна гармата SK C/35                                                                                       | 1 × 88-мм палубна гармата SK C/35                                                                                       |
| Торпедно- мінне озброєння                                                                                    | 4 носових і один кормовий ТА 14 торпед або 26 мін TMA                                                                   | 4 носових і один кормовий ТА 14 торпед або 26 мін TMA                                                                   |
| ППО | 1 × 37-мм зенітна гармата Flak M42 2 × 20-мм зенітні гармати FlaK 30                                                    | 1 × 37-мм зенітна гармата Flak M42 2 × 20-мм зенітні гармати FlaK 30                                                    |

U-432 — німецький середній підводний човен типу VIIC, що входив до складу Військово-морських сил Третього Рейху за часів Другої світової війни. Закладений 14 січня 1940 року на верфі № 1473 F Schichau у Данцигу. Спущений на воду 3 лютого 1941 року. 26 квітня 1941 року корабель увійшов до складу 3-ї навчальної флотилії ПЧ ВМС нацистської Німеччини.

## Історія
U-432 належав до німецьких підводних човнів типу VIIC, найчисельнішого типу субмарин Третього Рейху, яких випущено 703 одиниці. Службу розпочав у складі 3-ї навчальної флотилії ПЧ, з 1 серпня 1941 року переведений до бойового складу цієї флотилії. У період з червня 1941 по квітень 1943 року U-432 здійснив 8 бойових походів в Атлантичний океан, під час яких потопив 20 суден противника сумарною водотоннажністю 67 991 брутто-реєстрова тонна, один військовий корабель (1340 тонн) і ще пошкодив два судна (15 666 GRT).
11 березня 1943 року був затоплений західніше Ірландії глибинними бомбами та вогнем артилерії французького корвета «Аконіт». 26 членів екіпажу загинули та 20 вижили.

## Командири
- Капітан-лейтенант Гайнц-Отто Шульце (26 квітня 1941 — 15 січня 1943)
- Капітан-лейтенант Герман Екгардт (16 січня — 11 березня 1943)

## Перелік уражених U-432 суден у бойових походах
| №                                                               | Дата            | Командир                | Назва             | Тип                      | Належність                              | Водотоннажність (брт) | Вантаж                                                                              | Конвой        | Результат та координати                                                | Наслідки атаки для екіпажу        | Прим.                          |
| --------------------------------------------------------------- | --------------- | ----------------------- | ----------------- | ------------------------ | --------------------------------------- | --------------------- | ----------------------------------------------------------------------------------- | ------------- | ---------------------------------------------------------------------- | --------------------------------- | ------------------------------ |
| Перший похід (25.08—19.09.1941, 26 діб; Тронгейм—Брест)         |                 |                         |                   |                          |                                         |                       |                                                                                     |               |                                                                        |                                   |                                |
| 1                                                               | 10 вересня 1941 | Oblt. Гайнц-Отто Шульце | Muneric           | суховантажне судно       | Велика Британія                         | 5 229                 | 7000 тонн залізної руди                                                             | Конвой SC 42  | потоплено 61°38′ пн. ш. 40°40′ зх. д. / 61.633° пн. ш. 40.667° зх. д.  | 63 (усі загинули)                 |                                |
| 2                                                               | 10 вересня 1941 | Oblt. Гайнц-Отто Шульце | Winterswijk       | суховантажне судно       | Нідерланди                              | 3 205                 | 4278 тонн фосфатів                                                                  | Конвой SC 42  | потоплено 61°38′ пн. ш. 40°40′ зх. д. / 61.633° пн. ш. 40.667° зх. д.  | 33 (20 загинули та 13 вціліли)    |                                |
| 3                                                               | 10 вересня 1941 | Oblt. Гайнц-Отто Шульце | Stargard          | суховантажне судно       | Норвегія                                | 1 113                 | 1600 тонн пиломатеріалів                                                            | Конвой SC 42  | потоплено 61°30′ пн. ш. 40°30′ зх. д. / 61.500° пн. ш. 40.500° зх. д.  | 17 (2 загинули та 15 вціліли)     |                                |
| 4                                                               | 11 вересня 1941 | Oblt. Гайнц-Отто Шульце | Garm              | суховантажне судно       | Швеція                                  | 1 231                 | 502 стандартів пиломатеріалів                                                       | Конвой SC 42  | потоплено 63°02′ пн. ш. 37°51′ зх. д. / 63.033° пн. ш. 37.850° зх. д.  | 20 (6 загинули та 14 вціліли)     |                                |
| Другий похід (11.10—02.11.1941, 23 доби; Брест—Сен-Назер)       |                 | Oblt. Гайнц-Отто Шульце |                   |                          |                                         |                       |                                                                                     |               |                                                                        |                                   |                                |
| 5                                                               | 17 жовтня 1941  | Oblt. Гайнц-Отто Шульце | Bold Venture      | суховантажне судно       | Панама                                  | 3 222                 | 2451 тонна бавовни, 1007 тонн заліза і сталі, 1116 тонн міді і 64 тонни деревини    | Конвой SC 48  | потоплено 56°10′ пн. ш. 24°30′ зх. д. / 56.167° пн. ш. 24.500° зх. д.  | 34 (17 загинули та 17 вціліли)    |                                |
| 6                                                               | 17 жовтня 1941  | Oblt. Гайнц-Отто Шульце | Evros             | суховантажне судно       | Грецьке королівство                     | 5 283                 | 7000 тонн залізної руди                                                             | Конвой SC 48  | потоплено 57°00′ пн. ш. 24°30′ зх. д. / 57.000° пн. ш. 24.500° зх. д.  | 32 (усі загинули)                 |                                |
| 7                                                               | 17 жовтня 1941  | Oblt. Гайнц-Отто Шульце | Barfonn           | танкер                   | Норвегія                                | 9 739                 | 13 454 тонни газойлю                                                                | Конвой SC 48  | потоплений 56°58′ пн. ш. 25°04′ зх. д. / 56.967° пн. ш. 25.067° зх. д. | 40 (14 загинули та 26 вціліли)    |                                |
| 8                                                               | 28 жовтня 1941  | Oblt. Гайнц-Отто Шульце | Ulea              | суховантажне судно       | Велика Британія                         | 9 739                 | 2393 тонни мідних піритів                                                           | Конвой HG 75  | потоплено 41°17′ пн. ш. 21°40′ зх. д. / 41.283° пн. ш. 21.667° зх. д.  | 28 (19 загинули та 9 вціліли)     |                                |
| Четвертий похід (21.01—16.03.1942, 55 діб; Ла-Паліс—Ла-Паліс)   |                 | Oblt. Гайнц-Отто Шульце |                   |                          |                                         |                       |                                                                                     |               |                                                                        |                                   |                                |
| 9                                                               | 15 лютого 1942  | Oblt. Гайнц-Отто Шульце | Buarque           | суховантажне судно       | Бразилія                                | 5 152                 | Генеральні вантажі, включаючи каву, бавовну, какао та шкіру                         |               | потоплено 36°35′ пн. ш. 75°20′ зх. д. / 36.583° пн. ш. 75.333° зх. д.  | 85 (1 загинув та 84 вижили)       |                                |
| 10                                                              | 18 лютого 1942  | Oblt. Гайнц-Отто Шульце | Olinda            | суховантажне судно       | Бразилія                                | 4 053                 | 53 400 тюків з какао та інших продуктів харчування, таких як кава та касторові боби |               | потоплено 37°30′ пн. ш. 75°00′ зх. д. / 37.500° пн. ш. 75.000° зх. д.  | 46 (усі вижили)                   |                                |
| 11                                                              | 19 лютого 1942  | Oblt. Гайнц-Отто Шульце | Miraflores        | суховантажне судно       | Велика Британія                         | 2 158                 | Фрукти                                                                              |               | потоплено 39°21′ пн. ш. 73°18′ зх. д. / 39.350° пн. ш. 73.300° зх. д.  | 34 (усі загинули)                 |                                |
| 12                                                              | 21 лютого 1942  | Oblt. Гайнц-Отто Шульце | Azalea City       | суховантажне судно       | США                                     | 2 158                 | 7806 тонн лляного насіння                                                           |               | потоплено 38°00′ пн. ш. 73°00′ зх. д. / 38.000° пн. ш. 73.000° зх. д.  | 38 (усі загинули)                 |                                |
| 13                                                              | 27 лютого 1942  | Oblt. Гайнц-Отто Шульце | Marore            | суховантажне судно       | США                                     | 8 215                 | 23 000 тонн залізної руди                                                           |               | потоплено 35°33′ пн. ш. 74°58′ зх. д. / 35.550° пн. ш. 74.967° зх. д.  | 39 (усі загинули)                 |                                |
| П'ятий похід (30.04—02.07.1942, 64 доби; Ла-Паліс—Ла-Паліс)     |                 | Oblt. Гайнц-Отто Шульце |                   |                          |                                         |                       |                                                                                     |               |                                                                        |                                   |                                |
| 14                                                              | 17 травня 1942  | Oblt. Гайнц-Отто Шульце | Foam              | траулер                  | США                                     | 324                   |                                                                                     |               | потоплений 43°20′ пн. ш. 63°08′ зх. д. / 43.333° пн. ш. 63.133° зх. д. | 21 (1 загинув та 20 вижили)       |                                |
| 15                                                              | 23 травня 1942  | Oblt. Гайнц-Отто Шульце | Zurichmoor        | суховантажне судно       | Велика Британія                         | 4 455                 | баласт                                                                              |               | потоплено 39°30′ пн. ш. 66°00′ зх. д. / 39.500° пн. ш. 66.000° зх. д.  | 45 (усі загинули)                 |                                |
| 16                                                              | 31 травня 1942  | Oblt. Гайнц-Отто Шульце | Liverpool Packet  | суховантажне судно       | Канада                                  | 4 455                 | 1945 тонн товарів уряду США                                                         |               | потоплено 43°20′ пн. ш. 66°20′ зх. д. / 43.333° пн. ш. 66.333° зх. д.  | 21 (2 загинули та 19 вціліли)     |                                |
| 17                                                              | 3 червня 1942   | Oblt. Гайнц-Отто Шульце | Ben and Josephine | моторне рибальське судно | США                                     | 102                   |                                                                                     |               | потоплено 43°07′ пн. ш. 66°51′ зх. д. / 43.117° пн. ш. 66.850° зх. д.  | 8 (усі вціліли)                   |                                |
| 18                                                              | 3 червня 1942   | Oblt. Гайнц-Отто Шульце | Aeolus            | моторне рибальське судно | США                                     | 41                    |                                                                                     |               | потоплено 43°07′ пн. ш. 66°51′ зх. д. / 43.117° пн. ш. 66.850° зх. д.  | 6 (усі вціліли)                   |                                |
| 19                                                              | 9 червня 1942   | Oblt. Гайнц-Отто Шульце | Kronprinsen       | суховантажне судно       | Норвегія                                | 7 073                 | Генеральні вантажі, включаючи карбід                                                | Конвой BX 23A | пошкоджено 42°53′ пн. ш. 67°11′ зх. д. / 42.883° пн. ш. 67.183° зх. д. | ? (1 загиблий та ? вцілілих)      |                                |
| 20                                                              | 9 червня 1942   | Oblt. Гайнц-Отто Шульце | Malayan Prince    | суховантажне судно       | Велика Британія                         | 8 593                 | Генеральні вантажі                                                                  | Конвой BX 23A | пошкоджено 42°53′ пн. ш. 67°11′ зх. д. / 42.883° пн. ш. 67.183° зх. д. | ? (? загиблих та ? вцілілих)      |                                |
| Шостий похід (15.08—04.10.1942, 51 доба; Ла-Паліс—Ла-Паліс)     |                 | Oblt. Гайнц-Отто Шульце |                   |                          |                                         |                       |                                                                                     |               |                                                                        |                                   |                                |
| 21                                                              | 24 вересня 1942 | Oblt. Гайнц-Отто Шульце | Pennmar           | суховантажне судно       | США                                     | 5 868                 | 7500 тонн генеральних вантажів, включаючи сталь, продукти харчування і вантажівки   | Конвой SC 100 | пошкоджено 58°12′ пн. ш. 34°35′ зх. д. / 58.200° пн. ш. 34.583° зх. д. | 62 (2 загиблих та 60 вцілілих)    |                                |
| Сьомий похід (30.11.1942—05.01.1943, 37 діб; Ла-Паліс—Ла-Паліс) |                 | Oblt. Гайнц-Отто Шульце |                   |                          |                                         |                       |                                                                                     |               |                                                                        |                                   |                                |
| 22                                                              | 17 грудня 1942  | Oblt. Гайнц-Отто Шульце | Poitou            | траулер                  | ВМС Вільної Франції                     | 310                   |                                                                                     |               | потоплений 33°23′ пн. ш. 08°30′ зх. д. / 33.383° пн. ш. 8.500° зх. д.  | 22 (20 загинуло та 2 вижили)      |                                |
| Восьмий похід (14.02—11.03.1943, 26 діб; Ла-Паліс—загибель)     |                 |                         |                   |                          |                                         |                       |                                                                                     |               |                                                                        |                                   |                                |
| 23                                                              | 11 березня 1943 | Kptlt. Герман Екгардт   | «Гарвестер»       | ескадрений міноносець    | Військово-морські сили Великої Британії | 1 340                 |                                                                                     | Конвой HX 228 | потоплений 51°23′ пн. ш. 28°40′ зх. д. / 51.383° пн. ш. 28.667° зх. д. | 243 (183 загиблих та 60 вцілілих) | ескадрений міноносець типу «H» |